# Chris Martin
Christopher Anthony John Martin (n. 2 martie 1977) este cântăreț, front-man-ul, pianistul și (ocazional) chitaristul trupei de rock alternativ Coldplay. Acesta are o voce baritonală și este cunoscut pentru utilizarea frecventă a falsettoului. A fost căsătorit cu actrița Gwyneth Paltrow. 

## Viața
Chris Martin s-a născut în Whitestone, Exeter, Devon, Marea Britanie și este cel mai mare dintre cei cinci copii ai familiei. Tatăl său, Anthony Martin, este un contabil pensionat, iar mama sa, Alison Martin, este o profesoară de muzică. Martin a început studiile la școala de pregătire Hylton School și apoi a mers la școala de pregătire Exeter Cathedral School. Aceasta a fost școala unde Martin a format prima sa trupă, The Rocking Honkies, cu Nick Repton și Gronow Iwan. Performanța lor de debut a fost întâmpinată de huiduieli ale mulțimii. După Exeter Cathedral, Martin a mers la Sherborne School, o școală independentă pentru băieți, în Dorset. El s-a întâlnit, de asemenea, cu viitorul manager al trupei Coldplay, Phil Harvey, la școală. Martin a continuat studiile la University College London, și a stat la Sala Ramsay, unde a citit Studiile Lumii Antice și a absolvit cu onoruri First Class în greacă și latină. Aici s-a întâlnit cu viitorii săi colegi de trupă, Jonny Buckland, Will Champion și Guy Berryman.

## Carieră
În timp ce studia la University College din Londra, Martin i-a întâlnit pe Jonny Buckland, Will Champion și Guy Berryman. În ianuarie 1998, au format trupa rock Coldplay. Trupa a avut faima recunoscută pe plan internațional și de succes de la albumul lor de debut, Parachutes, în anul 2000. De atunci, ei au lansat mai multe albume noi / EP-uri, inclusiv: A Rush of Blood to the Head, Live 2003, X&Y, Viva la Vida or Death and All His Friends, Prospekt's March, LeftRightLeftRightLeft și Mylo Xyloto.
Ca artist solo, Martin a scris melodii pentru o varietate de acte, inclusiv Embrace („Gravity”) și Jamelia („See It in a Boy's Eyes”, co-scris cu producătorul Rik Simpson). Martin a colaborat, de asemenea, cu Ron Sexsmith, Faultline, The Streets și Ian McCulloch. El a cântat, de asemenea, o parte din voce pentru Band Aid 20 single, „Do They Know It's Christmas?” la sfârșitul anului 2004. În 2005, Martin a colaborat cu Nelly Furtado la piesa „All Good Things (Come to an End)”, pentru albumul ei din 2006, Loose. S-a zvonit odată că cei doi ar fi un cuplu, după ce au cântat amândoi la Glastonbury în 2002. Furtado a glumit despre situație, spunând că „Da, e prietenul meu - el doar nu știe încă”.
Fascinația lui Martin pentru hip-hop a fost dezvăluită la jumătatea anului 2006, când a colaborat cu rapper-ul Jay-Z pentru albumul de revenire al rapper-ului Kingdom Come după ce s-au întâlnit mai devreme în acest an. Martin a pus unele acorduri împreună pentru un cântec cunoscut sub numele de "Beach Chair" și le-a trimis lui Jay-Z, care a apelat la ajutorul producătorului de hip-hop Dr. Dre pentru a le mixa (contrar opiniei populare, a fost producătorul trupei Coldplay, Rik Simpson și nu Dre, care a conceput și realizat ritmul tobelor). Piesa a fost cântată pe 27 septembrie 2006 de către cei doi în timpul turneului european a lui Jay-Z, la Royal Albert Hall. În 2007, Martin a apărut pe un track numit "Part of the Plan" pentru albumul solo de debut a lui Swizz Beatz, One Man Band Man. Martin a lucrat de asemenea la o colaborare solo cu Kanye West, cu care a împărtășit un jam session ad-hoc în timpul unui concert din 2006, la Abbey Road Studios. El a cântat refrenul cântecului "Homecoming", din  albumul 'Graduation a lui West.

## Influențele
Principala influență a lui Martin și a trupei Coldplay este trupa scoțiană de rock Travis, cu creditarea trupei făcută de Martin pentru crearea propriului său grup. U2 a fost o altă influență importantă asupra lui Martin, atât muzical cât și politic, ;a scris pentru revista Rolling Stone "100 Greatest Artists of All Time", în secțiunea U2, spunând:„Eu nu cumpăr bilete de week-end în Irlanda și stau în fața porților, dar U2 sunt singura trupă al cărei catalog știu pe de rost. Prima piesă de pe The Unforgettable Fire, "A Sort of Homecoming", o știu înainte și înapoi – este atât de vibrantă, strălucitoare și frumoasă. Este una dintre primele piese pe care am cântat-o copilului meu nenăscut." Martin comentează de asemenea despre efectul lui Bono în propria sa implicare politică și de caritate; el este cunoscut chiar să glumească cu prietenii referindu-se la sine însuși ca "Crono". Martin este foarte vocal despre dragostea sa pentru noul val norvegian / Synthpop trupa A-ha. În 2005, el a declarat cu următorul text într-un interviu: "M-am găsit în Amsterdam în altă zi și am pus prima înregistrare A-ha. Tocmai mi-am adus aminte cât de mult l-am iubit. Este incredibilă compoziția. Toată lumea ne întreabă ce ne-a inspirat, ceea ce am încercat să furăm și  ceea ce am ascultat în timp ce creșteam – prima trupă pe care am iubit-o a fost a-ha". Martin a cântat live, de asemenea, împreună cu Magne Furuholmen din-a-ha. În noiembrie 2011, el a declarat că "înapoi, atunci când nu am aveam nici un hit al nostru, obișnuiam să cântăm melodii ale celor de la a-ha.
El, de asemenea, este cunoscut a fi un fan de artiști, cum ar fi trupele engleze de rock alternativ 'Oasis & Muse, grupul pop irlandez Westlife, trupa Radiohead engleză, British pop Girls Aloud și Take That, și trupa de canadian indie rock Arcade Fire. Artiști solo care îi plac lui Martin îi includ pe Leona Lewis, Noel Gallagher, Kylie Minogue, Johnny Cash, Bob Dylan și Hank Williams. Coldplay a cântat piesa "Nightswimming" de la REM, cu Michael Stipe în orașul lor Austin. În timpul show-ului, Martin, a numit "Nightswimming" "cea mai mare piesă scrisă vreodată".

## Alte eforturi
Martin și chitaristul din Coldplay, Jon Buckland, au avut apariții cameo în filmul Shaun of the Dead ca susținători ai actului de caritate fictiv ZombAid. Martin are un al doilea cameo în acest film ca un zombie. În 2006, Martin a avut un rol cameo în a doua serie de patru a lui Ricky Gervais și Merchant Stephen a creat comedia Extras. El apare, de asemenea, să cânte în creditele finale ale filmului Bruno din 2009, alături de Bono, Sting, Slash, Snoop Dogg, și Elton John. Martin a avut, de asemenea, un concert cu "Sid James Experience". Martin a fost deosebit de sincer despre probleme de comerț echitabil și a militat pentru campania Oxfam Trade Fair Marca. El a călătorit în Haiti și Ghana pentru a întâlni agricultori și pentru a vedea efectele practicii comerciale neloiale. Atunci când Martin cântă, el are variații de "Make Trade Fair", "MTF", sau un semn egal scris pe partea din spate a mâinii lui stângi; literele "MTF", pot fi văzute inscripționate pe pian. El a fost un critic vocal al președintelui George W. Bush și a războiului din Irak. Martin a fost un susținător puternic a nominalizării democratice prezidențiale a lui John Kerry, mai ales în timpul discursului de acceptare din 2004 pentru premiul Grammy al anului, Grammy castigat pentru "Clocks". Martin a sprijinit, de asemenea, candidatul Partidului Democrat la funcția de președinte în 2008, oferind un shout-out pentru Barack Obama, la sfârșitul cântecului "Yellow", la 25 octombrie 2008 din Saturday Night Live. La 1 aprilie 2006, The Guardian a raportat că Martin a fost susținerea Conservatorului britanic David Cameron, liderul Partidului și a scris un cântec nou pentru partid intitulat "Talk to David". Acest lucru s-a dovedit mai târziu a fi o glumă de 1 Aprilie. În timpul turneului din Australia, în martie 2009, Martin și restul din Coldplay au fost actul de deschidere la concertul Sound benefit de la Sydney Cricket Ground, în Sydney, pentru incendiile și inundațiile din Victoria, Queensland.
Martin a apărut într-un videoclip pentru campania "Robin Hood Tax", care propune un impozit pe tranzacțiile bursiere din Statele Unite. Această taxă are ca scop nivelarea terenului între așa-numitul "1% și 99%". Câteva zile mai târziu, Martin și soția sa Gweneth Paltrow au cumpărat o casă de 10.45 milioane de dolari într-un cartier de lux din Los Angelas.

## Viața personală
Martin a întâlnit-o pe actrița americană Gwyneth Paltrow în anul 2002 în culise, la un concert Coldplay, după moartea tatălui actriței, Bruce Paltrow. Cuplul s-a căsătorit un an mai târziu la data de 5 decembrie 2003. Fiica lor, Apple Blythe Alison Martin, s-a născut la 14 mai 2004 la Londra. Al doilea copil, Moses Bruce Anthony Martin, s-a născut pe 8 aprilie 2006 în New York City. Simon Pegg și colegul de trupă a lui Martin, Jonny Buckland sunt nașii lui Apple. Martin este un vechi prieten a lui Pegg, pe care l-a întâlnit în 2001, și apare în Shaun of the Dead, unul din filmele lui Pegg.
Martin nu fumează țigări și nu bea băuturi alcoolice. PETA l-a declarat a fi cel mai sexy vegetarian din lume în 2005.
Martin a fost crescut ca un catolic, dar a căzut în desuetudine. Într-un interviu din 2005 pentru revista Rolling Stone, Martin a spus despre opiniile sale religioase: "Eu cu siguranța cred în Dumnezeu. Cum poți să te uiți la ceva și să nu fii copleșit de minunăția ei? ". În același interviu el a povestit că trece printr-o perioadă de confuzie spirituală, afirmând : "Am trecut printr-un plasture ciudat, începând de la vârsta de șaisprezece ani la douăzeci și doi, de a obține Dumnezeu, religie, superstiție, hotărârea fiindu-mi confuză". Cu toate acestea, într-un interviu din 2008 a declarat:
"Încerc mereu să înțeleg ceea ce "el" sau "Ea" este. Nu știu dacă e Allah sau Iisus sau Mahomed sau Zeus. Dar eu aș merge pentru Zeus." În urma interviului, el a lansat un mesaj text declarându-se un "alltheist", un cuvânt inventat de el prin care se înțelege că el crede în "totul". Martin de multe ori suferă de insomnie și a fost supus tratamentului de somn. El a declarat în interviuri că ideile pentru melodii de cele mai multe ori vin la el la noapte, și că el, de asemenea, de multe ori are coșmaruri despre performanțele care merg prost.
Martin este un susținător al liberal-democraților.
Într-un interviu din 2012, cu tabloidul britanic Daily Mail, Chris Martin a dezvăluit că el a avut tinitus pentru ultimii zece ani, boala pe care a dezvoltat-o pentru că a ascultat muzica tare când era un adolescent. El conștientizează puternic impactul aceste conditii și avertizează tinerii pentru a evita aceeași soartă, protejând în același timp, auzul propriilor săi copii cu căști "Peltor Kid".

## Filmografie
Televiziune
| Anul | Titlul       | Rolul   | Notițe                                         |
| ---- | ------------ | ------- | ---------------------------------------------- |
| 2006 | Extras       | Himself | "Chris Martin" (Season 2: Episode 4)           |
| 2010 | The Simpsons | Himself | "Million Dollar Maybe" (Season 21: Episode 11) |

Filme
| Anul | Titlul            | Rolul   | Notițe                             |
| ---- | ----------------- | ------- | ---------------------------------- |
| 2004 | Shaun of the Dead | Himself | Cameo appearance With Jon Buckland |
| 2009 | Brüno             | Himself | Cameo appearance                   |

Discografie solo
| Anul | Piesă(e) | Artist                         | Album                             | Rol                               |
| ---- | --- | ------------------------------ | --------------------------------- | --------------------------------- |
| 2002 | "Where Is My Boy?" "Your Love Means Everything, Pt. 2" \|\| Faultline \|\| Your Love Means Everything \|\| Featured vocals |                                |                                   |                                   |
|      | "Gold in Them Hills" | Ron Sexsmith                   | Cobblestone Runway                | Featured vocals                   |
| 2003 | "Sliding", "Arthur" | Ian McCulloch                  | Slideling                         | Piano, voce de fundal             |
|      | "See It in a Boy's Eyes"                                                                                                   | Jamelia                        | Thank You                         | Co-writer, voce de fundal         |
| 2004 | "Everybody's Happy Nowadays"                                                                                               | Ash                            | Orpheus                           | voce de fundal                    |
|      | "Gravity" | Embrace                        | Out of Nothing                    | Writer                            |
|      | "Do They Know It's Christmas?"                                                                                             | Band Aid 20                    | –                                 | Featured vocals                   |
| 2006 | "All Good Things (Come to an End)"                                                                                         | Nelly Furtado                  | Loose                             | Co-writer, background vocals      |
|      | "In the Sun (song)" | Michael Stipe                  | -                                 | background vocals                 |
|      | "Beach Chair" | Jay-Z                          | Kingdom Come                      | Producer, featured vocals         |
| 2007 | "Homecoming" | Kanye West                     | Graduation                        | Co-writer, featured vocals, piano |
| 2009 | "Lukas", "Fun", "Want" | Natalie Imbruglia              | Come to Life                      | Co-writer                         |
| 2009 | "Dove of Peace" | Brüno                          | Brüno                             | Featured vocals                   |
| 2010 | "Most Kingz" | Jay-Z                          | –                                 | Featured vocals                   |
| 2010 | "Me and Tennessee" | Gwyneth Paltrow and Tim McGraw | Country Strong                    | Writer                            |
| 2012 | "I Don't Want You To Die"                                                                                                  | The Flaming Lips               | The Flaming Lips and Heady Fwends | Featured Vocals                   |